# Ptilinopus dupetithouarsii
El tilopo coroniblanco o tilopo de corona blanca (Ptilinopus dupetithouarsii) es una especie de ave columbiforme perteneciente a la familia Columbidae. Es endémica de las islas Marquesas, Polinesia francesa. El nombre de la especie en latín se puso como homenaje a Abel Aubert Dupetit Thouars.
Tiene dos subespecies:
- P. d. viridior Murphy, 1924 - Norte de las islas Marquesas (Nuku Hiva, Uahuka y Uapou).
- P. d. dupetithouarsii (Néboux, 1840) - Sur de las islas Marquesas (Hiva Oa, Tahuata, Mohotani y Fatu Hiva)